# 香港特別行政区政務司司長
政務司司長（Chief Secretary for Administration、略してChief SecretaryないしCS）は、香港特別行政区政府における首席高官である。行政会議の官職メンバーでもある。任命は、行政長官の指名に基づき、中国政府（国務院）によって行われる。

## 呼称と訳語
日本語文献では「政務長官」と訳される場合がある。1976年から1997年の返還までの香港政庁における布政司（Chief Secretary、日本語には「行政長官」と訳された）に相当する。なお、布政司の訳語と返還後の首長としての「行政長官」が重なっている。1976年以前は、輔政司と呼称されていた。

## 職務と地位
政務司司長は、行政長官（返還前は総督）を補佐し、全ての決策局の協調を指導し、各部署の政策をコーディネートするのが職務である。全ての局長を指導する立場にある。かつては公務員の最上位であったが、2002年7月の高官問責制導入により、政治任命職となった。また、行政長官が外遊中や不在の場合は、代理行政長官の職務を担う。

## 歴代の布政司及び政務司司長
布政司
- 返還前の布政司は、ほとんどがイギリス本国人官僚であった。香港人として布政司に就任したのは、陳方安生（アンソン・チャン）が最初で最後である。
- デニーズ・チュードル・エミル・ロバーツ（Sir Denys Tudor Emil Roberts、中国語名「羅弼時」）（1976年—1978年）
- ジャック・カーター（Sir Jack Cater、中国語名「姫達」）（1978年—1981年11月）
- チャールズ・フィリップ・ハッドンケイヴ（Sir Charles Philip Haddon-Cave、中国語名「夏鼎基」）（1981年11月—1985年5月）
- デービッド・アーカーズジョーンズ（Sir David Akers-Jones、中国語名「鍾逸傑」）（1985年6月—1986年12月）
- デービッド・ロバート・フォード（Sir David Robert Ford、中国語名「霍徳」）（1987年1月—1993年11月28日）
- 陳方安生（アンソン・チャン）（1993年11月29日—1997年6月30日）

政務司司長
- 陳方安生（アンソン・チャン）（1997年7月1日—2001年4月30日）
- 曽蔭権（ドナルド・ツァン）（2001年5月1日—2005年5月24日）
- 孫明揚（署理）（マイケル・スン）（2005年5月25日—2005年6月29日）
- 許仕仁（ラファエル・ホイ）（2005年6月30日—2007年6月30日）
- 唐英年（ヘンリー・タン）（2007年7月1日—2011年9月30日）
- 林瑞麟（ステファン・ラム）（2011年9月30日—2012年6月30日）
- 林鄭月娥（キャリー・ラム）（2012年7月1日—2017年1月16日）
- 張建宗（マシュー・チャン）（2017年1月16日—2021年6月25日）
- 李家超（ジョン・リー）（2021年6月25日—2022年4月7日）
- 陳国基（エリック・チャン）（2022年7月1日—）